# Meilendorf
Meilendorf este o comună din landul Saxonia-Anhalt, Germania.